# Machairocentron ascanius
Machairocentron ascanius är en nattsländeart som beskrevs av Schmid 1982. Machairocentron ascanius ingår i släktet Machairocentron och familjen Xiphocentronidae. Inga underarter finns listade i Catalogue of Life.